# NITDroid
NITDroid je port operačního systému Android pro mobilní telefony a internetové tablety firmy Nokia, fungující na operačním systému Maemo a MeeGo. 
Konkrétně jde o zařízení Nokia N900, Nokia  N9 a Nokia N950. Pro Nokii N9 a N950 je poslední vydanou verzí port Androidu 4.1.1 (Jelly Bean), s kódovým označením "Gyla."
Pro telefon Nokia N900, jde o nestabilní a experimentální port verze 4.0.3.